# 31628 Vorperian
31628 Vorperian è un asteroide della fascia principale. Scoperto nel 1999, presenta un'orbita caratterizzata da un semiasse maggiore pari a 2,5336682 UA e da un'eccentricità di 0,0999646, inclinata di 5,08833° rispetto all'eclittica.